# Jusup Abdrachmanow
Jusup Abdrachmanow (kirg. Жусуп Абдрахман уулу, ur. 28 grudnia 1901 we wsi Czirkej w obwodzie siemirieczeńskim, zm. 5 listopada 1938 k. wsi Tasz-Döbö w Kirgiskiej SRR) – przewodniczący Rady Komisarzy Ludowych Kirgiskiej ASRR (1927–1933). Bohater Republiki Kirgiskiej (pośmiertnie).

## Życiorys
Od marca do września 1918 był członkiem Czerwonej Gwardii w mieście Wiernyj (obecnie Ałmaty), od września 1918 do grudnia 1919 służył w Armii Czerwonej, w marcu 1919 został członkiem RKP(b). Był kursantem kursów dowódczych w Wiernym i Taszkenckiej Szkoły Wojskowej im. Lenina, potem do marca 1920 przewodniczącym Siemirieczeńskiego Obwodowego Komitetu Komsomołu, od marca do grudnia 1920 przewodniczącym Muzułmańskiej Sekcji Dżetysujskiego Gubernialnego Komitetu Komsomołu, a od grudnia 1920 do maja 1921 sekretarzem odpowiedzialnym Powiatowego Miejskiego Komitetu Komunistycznej Partii (bolszewików) Turkiestanu w Wiernym. Od maja do października 1921 był sekretarzem Powiatowego Miejskiego Komitetu KP(b)T w Kopalu (obwód siemirieczeński), od stycznia do kwietnia 1922 pomocnikiem prokuratora Guberni Dżetysujskiej w Piszpeku (Biszkeku), następnie przewodniczącym trójki ekspedycyjnej powiatu karakolskiego, a  od stycznia do marca 1923 i ponownie do października 1923 kierownikiem Wydziału Organizacyjnego Powiatowego Miejskiego Komitetu KP(b)T w Biszkeku. W październiku 1923 został sekretarzem odpowiedzialnym Powiatowego Miejskiego Komitetu KP(b)T w Karakole, później zastępcą sekretarza odpowiedzialnego dżetysujskiego obwodowego komitetu KP(b)T, od 18 października 1924 do 23 marca 1925 II sekretarzem Kara-Kirgiskiego Tymczasowego Obwodowego Biura RKP(b) i jednocześnie od grudnia 1924 do 1925 przewodniczącym Biura Organizacyjnego ds. Założenia Spółdzielni Rolniczych Kara-Kirgiskiego Obwodu Autonomicznego. Od kwietnia 1925 do sierpnia 1926 był zastępcą kierownika Wydziału Organizacyjno-Dystrybucyjnego, instruktorem Środkowoazjatyckiego Biura KC RKP(b)/WKP(b), 1926–1927 instruktorem odpowiedzialnym KC WKP(b), od 12 marca 1927 do 27 września 1933 przewodniczącym Rady Komisarzy Ludowych Kirgiskiej SRR, a od 1933 do kwietnia 1937 funkcjonariuszem partyjnym w Samarze i Orenburgu. Był członkiem WCIK.
4 kwietnia 1937 został aresztowany na fali wielkiej czystki, skazany w mieście Frunze na sesji wyjazdowej Wojskowego Kolegium Sądu Najwyższego ZSRR na śmierć i rozstrzelany.